# 黑暗之魂III：环印城
《黑暗之魂III：环印城》是2016年动作角色扮演类游戏《黑暗之魂III》两个可下载内容（DLC）之一，由FromSoftware开发，万代南梦宫娱乐于2017年3月27日发行。这一DLC所讲述的内容普遍被视作魂系列的故事结局。

## 背景
与魂系列的前几款游戏不同，《黑暗之魂III》是随季票一起推出的，发售之初就已经计划了两个下载内容包。2017年1月3日，《黑暗之魂III：环印城》发布。《环印城》和之前的内容包《阿里安德尔的灰烬》都被设计为魂系列的故事的终点。
魂系列的制作人宮崎英高表示，这两个补充包将会从一个新的角度对游戏的最基本的主题进行诠释，而不是对整个系列的总结。DLC中，玩家将会追随着狩猎“人性的黑暗灵魂”的奴隶骑士盖尔（Gael），最终到达整个世界的终结。

## 游戏玩法
《黑暗之魂III：环印城》玩家初次接触的两个地区，聚集地和环印城，体现了自己的特色。前者是一片燃烧殆尽的城堡聚集区，包括了很多大教堂的遗址以及来自不同时代的废墟。聚集地上，许多不同的覆灭文明的建筑都被缓缓的挤压在一起，慢慢腐朽。许多在前代游戏出现过的地点都可以在这里被看见。（例如《黑暗之魂II》中的堆土塔与初代《黑暗之魂》中失落的伊札利斯的起源（废都））这一地区的地图设计与传统的黑暗之魂系列不同。侧重于垂直方向上的注意，玩家将要努力躲避敌人发射出的大范围的危险射线。这一切使得玩家被迫保持一种克制谨慎的前进步伐。一些游戏评论家称赞这种由需要探索（找到他们人在哪里才可以击败他们，而在找到之前要一直被动挨打）才可以击败的天使样貌的敌人，然而另一些则表示这种怪物的设计与整个游戏的风格是不融洽的。
环印城本身比前面两个地区更加广阔，一共有4个boss位于这个区域。被环形城墙包围的城市里有许多明亮的穹顶、花园、高大的建筑以及广阔的泛紫的沼泽地。《wired》游戏杂志的评论员Julie Muncy评价环印城为：“一座美丽，诡异，神秘的城市”，并表示“我从来没有见过这样的地方。”
环印城的第一个Boss战中，Boss将召唤其他玩家来与玩家进行战斗。一些评论家认为这一设计对游戏中的PVP环节起到了积极地作用，并且增强了游戏的可玩度，然而另一些人认为这种对抗是“不合适的”。
环印城的最后一站，玩家将要和游戏角色盖尔（Geal）进行对战，关于他的故事在前一个DLC《艾雷德尔之烬》中有所讲述。

## 评价
《黑暗之魂III：环印城》在Metacritic的评价中，获得了“普遍好评”的评价。Chloi Rad在为IGN写游戏评论时提到：《黑暗之魂III：环印城》“用一种独特的方式回顾了整个世界的历史，而不是依靠廉价的回忆录。将黑暗之魂的故事用一种让魂学家们满意的方式重新阐释。”GameSpot的评论员Daniel Starkey认为这一DLC结束的有些仓促，但他称赞了其中的场景、主题以及敌人的设计。许多评论员认为《环印城》是魂系列一个合适的结局。